# Ivan Štafilić
Ivan Štafilić (Trogir, 1472. – Rim, 21. srpnja 1528.) (u izvorima i kao Stafileo, Staphileo) je bio biskup Šibenske biskupije, arhiđakon u Trogiru, doktor obaju prava, lektor u Rimu, papinski legat, diplomat i hrvatski latinist (novolatinski pisac). Bio je papinski prislušnik odnosno istražni sudac Rote Romane. 
Rodio se je u Trogiru 1472. godine. Najmlađi je sin trogirskog plemića Stjepana Štafilića, utemeljitelja današnjeg Kaštel Štafilića. Imao je sestru Jeronimu.
Šibenski je biskup bio od 1512. do 1528. godine. Pretpostavlja se da je zbog velikih diplomatskih obveza velika vjerojatnost da Štafilić nikad nije uspio doći u svoju biskupiju.
Dok je obnašao dužnost papinskog legata, boravio je u Krakovu, na dvoru poljskog kralja Žigmund I. Budući da je postigao velike zasluge ondje, Žigmund I. mu je za nagradu dao status poljskog plemića (poveljom od 5. ožujka 1512.), pa je tako Štafilić, pored toga što je njegova obitelj bila primljena u trogirsko plemstvo, bio dijelom još jednog plemstva. Od tad tada se Ivanu Štafiliću u grbu nalazi i poljski srebreni orao s grančicama djeteline u kandžama te boje poljske zastave. U Poljskoj je Ivan bio i naslovnikom jedne opatije, u kojoj je za dužnost primao veliku plaću od čak 4000 zlatnika.
Iz razdoblja njegova boravka u Poljskoj je došla zavjetna slika BDM s Djetićem koju je Ivan Štafilić darovao Kaštel Štafiliću. Slika se je nalazila u kapelici utvrđenog dvorca (Rotondo), a skrivana je za vremena pojačane opasnosti od turskih upada u dvorani tog dvorca, pa je u puku dobila ime Gospa od dvorane (Madona della Sala).
1519. je krstio sina francuskog kralja Franje I. Pitanje je zašto je papa Lav X., koji je iste godine Hrvatskoj udijelio častan naziv predziđa kršćanstva, poslao baš netkog iz Hrvatske. Razumno je to dovesti u svezu s time što je papa pisao francuskom kralju u kojima je spominjao ugroženost hrvatskih krajeva te je od njega tražio novčanu pomoć radi suzbijanja turskih nasrtaja. Ističe se pismo od 15. svibnja 1516. gdje je spomenuo kako je vikar biskupa i bana Petra Berislavića Toma Niger doslovno plačući preklinjao na koljenima "da zbog našeg nemara i sporosti ne dopustimo da propadne ono kraljevstvo (hrvatsko) koje je dosad uvijek suzbijalo neprijateljski mač od našeg vlastitog grkljana i šije", a potom je papa u istom pismu poimence spomenuo "Jajce, Knin, Klis, Skradin, utvrde koje Turci sada opsjedaju i pritišću na sve moguće načine" čijim padom samo jedne od njih bi se dovelo Panoniju u neobranjiv položaj, dok bi zapadna jadranska obala bila izložena neposrednoj turskoj opasnosti.
Postoje šturi podatci o tome da je Ivan Štafilić službenog sudjelovao u brakorazvodnoj parnici engleskoga kralja Henrika VIII. radi čega je putovao u Englesku i boravio u Londonu.
Umro je 1528. godine. Pokopan je u velikoj kapeli poznate crkve Trinita dei Monti koja se nalazi iznad Španjolskog trga. Trag toga je natpis u kamenu na latinskom jeziku, koji u prijevodu na hrvatski jezik glasi "Ivanu Štafiliću Trogiraninu Dalmatincu, doktoru obaju prava, biskupu šibenskom, jednom od prislušnika Rote, mužu preslavnom po učenosti i neporočnosti, izvanrednom štovatelju pravde koji je u brojnim izaslanstvima Svete Stolice obišao gotovo cijeli svijet. Uzor bi životom, ćudoređem i plemenitim znanostima. Njegova preteška smrt navela je na plač cijelu kuriju. Ivan, biskup šibenski, vrlo odani nećak svom ujaku sa suzama i boli u srcu postavi. Živio je 56 godina, umre godine spasenja 1528, 21. srpnja"
Sarkofag Ivana Štafilića danas se nalazi u katedrali svetog Jakova u Šibeniku.
Ujak je šibenskog biskupa (1528. – 1557.) Ivana Lučića Štafilića.

## Djela
- Tractatus de Literis Gratiae, Pariz, 1547.[3]

## Vanjske poveznice
- Google knjige Kenneth Meyer Setton: The Papacy and the Levant, 1204-1571, Opseg 161, str. 1171

| Prethodnik Bartol Bonino | Šibenska biskupija | Nasljednik Ivan II. Stafilić |